# Cardiophorus scutellaris
Cardiophorus scutellaris is een keversoort uit de familie kniptorren (Elateridae). De wetenschappelijke naam van de soort is voor het eerst geldig gepubliceerd in 1889 door Candèze.